# Dromas ardeola
Il droma (Dromas ardeola Paykull, 1805) è un uccello caradriforme, unica specie del genere Dromas e della famiglia Dromadidae.

## Distribuzione e habitat

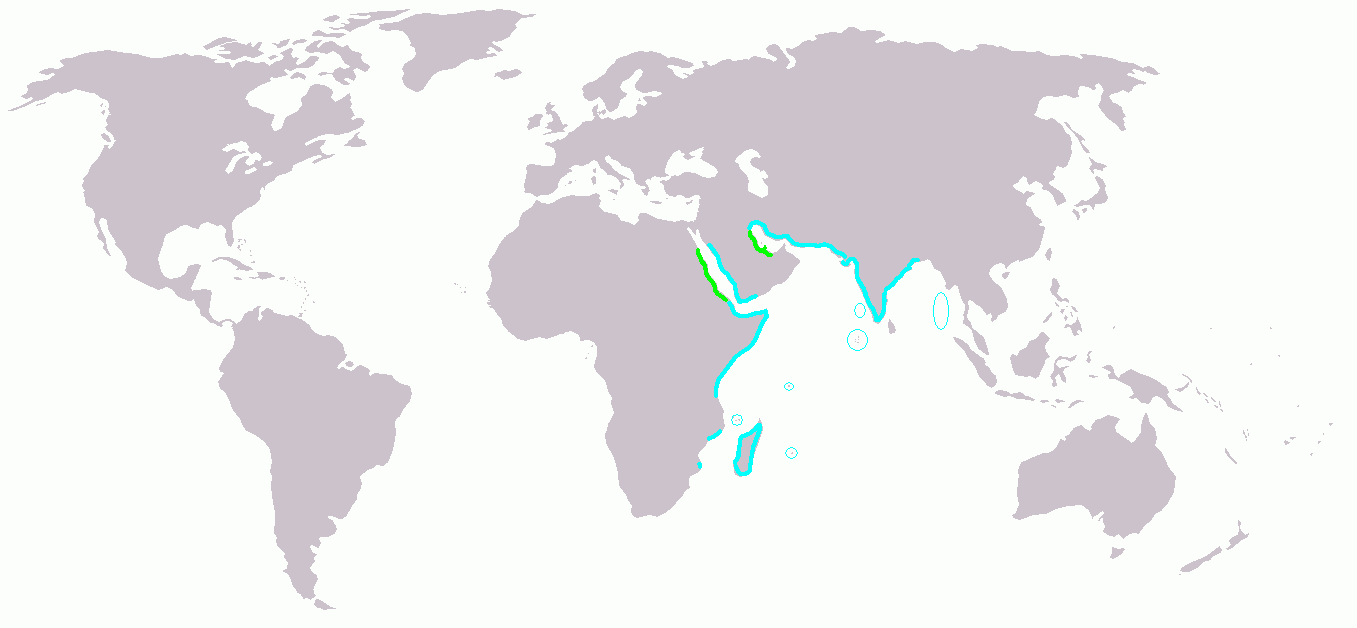
Areale di D. ardeola

Questo uccello vive lungo le coste dell'Oceano Indiano, dal Sudafrica alla Malaysia, comprese le isole (Madagascar, Seychelles, Chagos, Andamane, etc.). È accidentale in Turchia, Israele, Giordania, Libano e Siria.